# Famille Albizzi
Cette page explique l’histoire ou répertorie les différents membres de la famille Albizzi.

Armes des Albizzi.

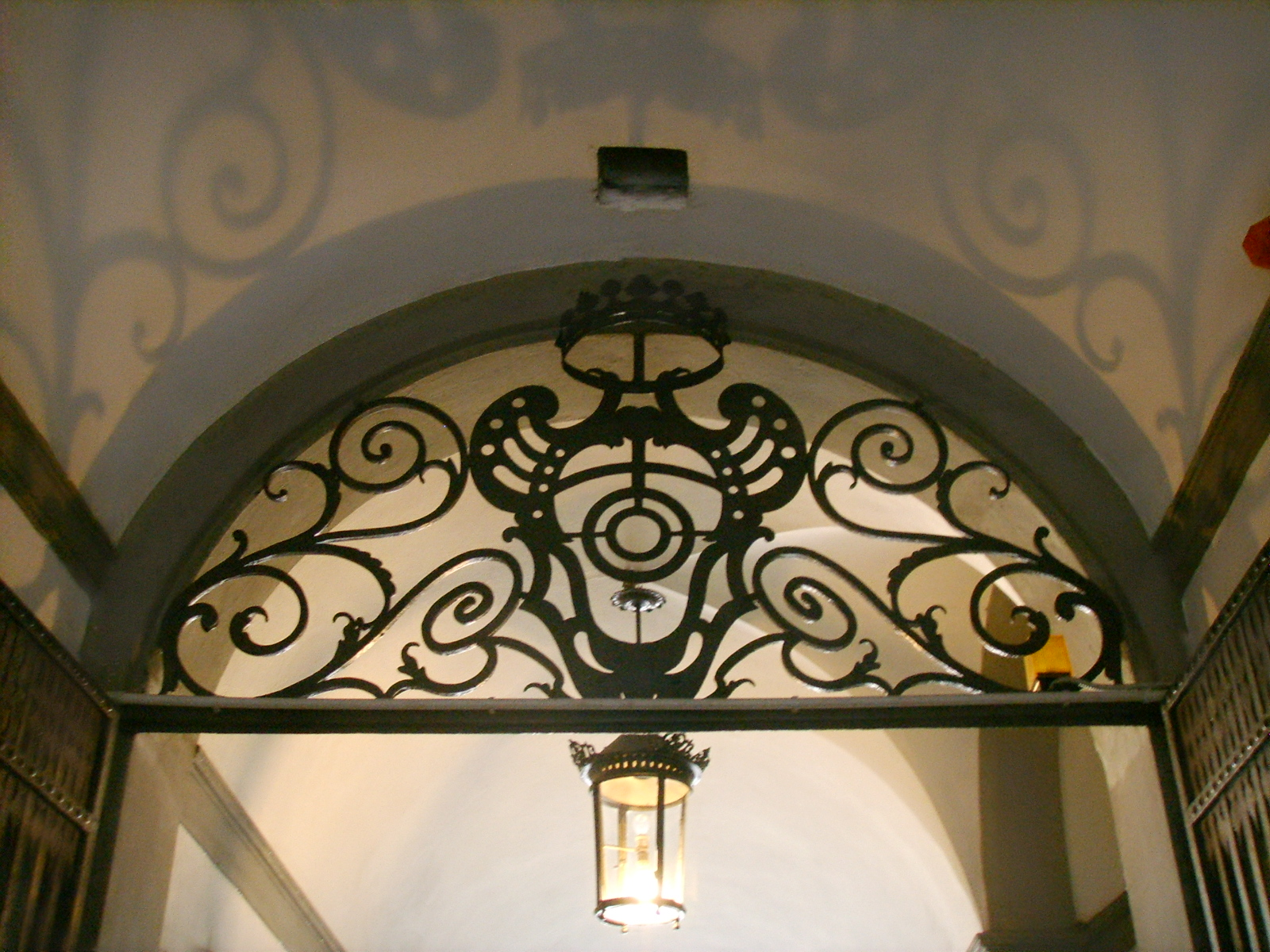
Blason des Albizzi : deux anneaux concentriques (rappelant les fuseaux de l'Arte della Lana) surmontés d'une croix

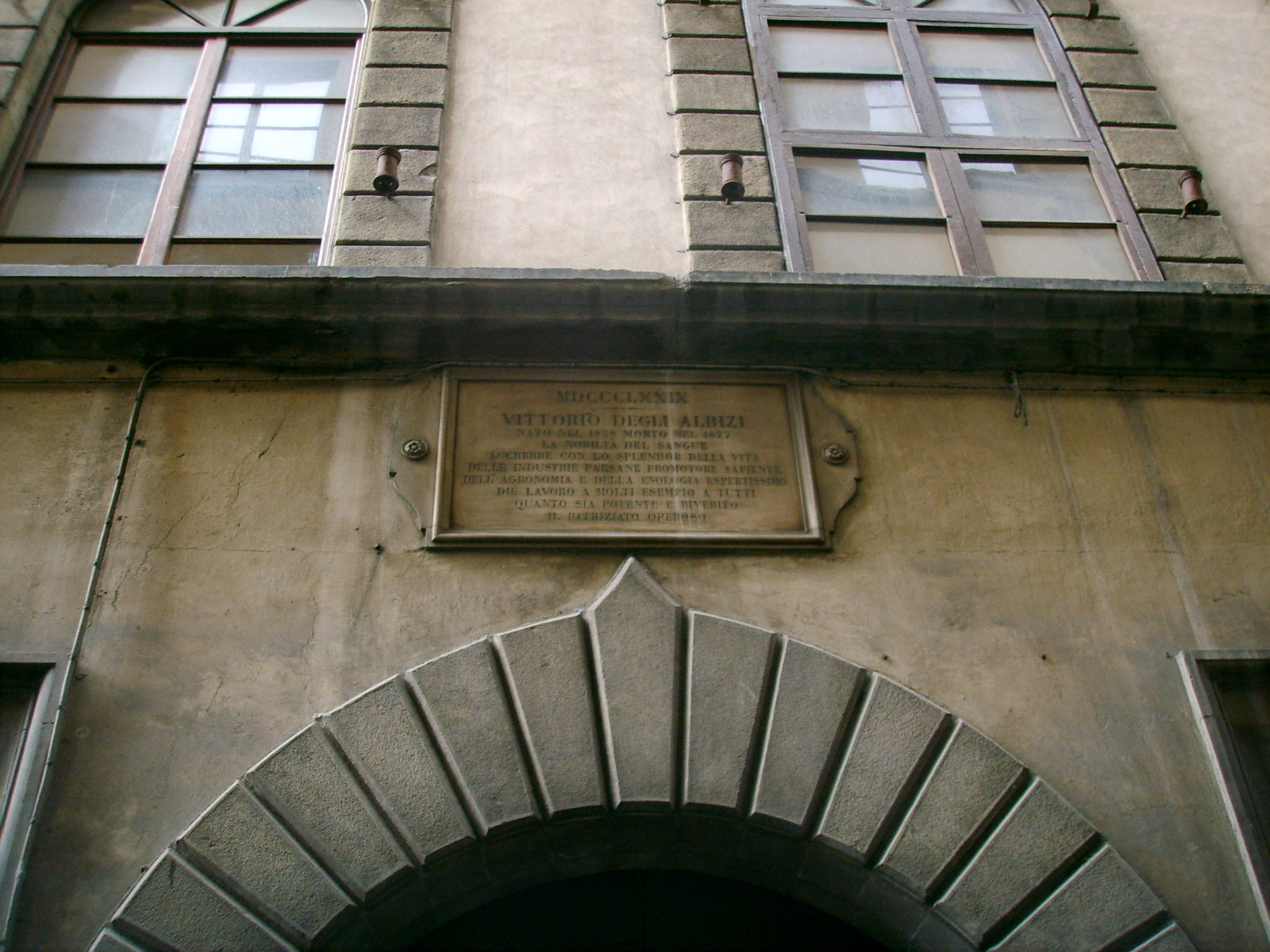
Plaque commémorative en l'honneur de Vittorio degli Albizi au Palais Albizzi

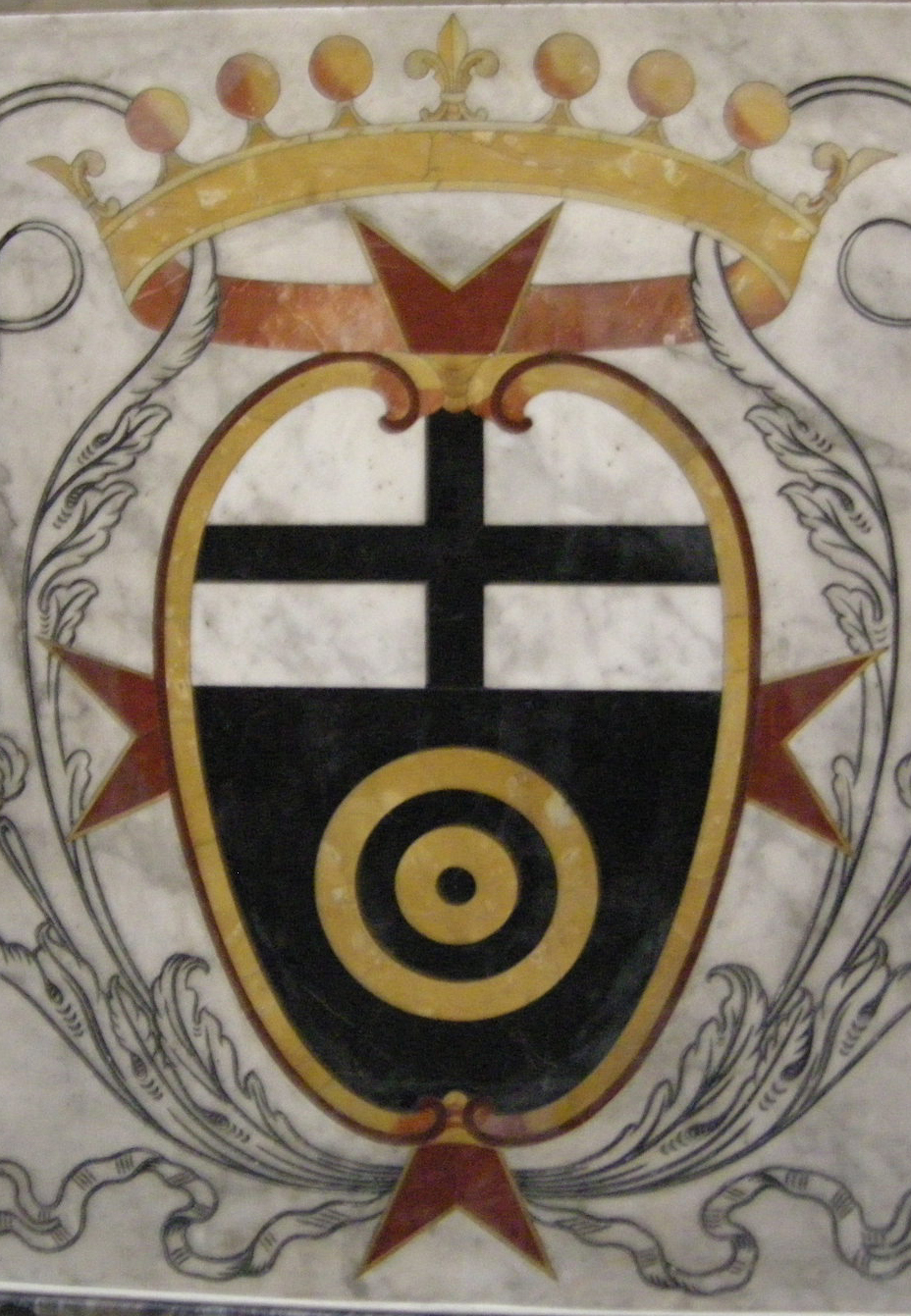
Blason des Albizzi en l'église San Paolino de Florence : couronne grand-ducale de Toscane, croix de l'Ordre de Saint-Étienne, anneaux concentriques

La famille Albizzi ou Albizi est une ancienne et puissante famille originaire de Florence (Toscane).

## Histoire
Cette famille florentine s'est enrichie dans le commerce de la laine. Elle dirigea la faction aristocratique des Guelfes pendant les XIVe et XVe siècles, plus particulièrement la faction des guelfes noirs. Privée de toute influence et bannie de Florence par la révolution de 1378 où elle dut lutter contre les Ciompi, Michele di Lando, les Médicis et les Alberti, elle reprit le pouvoir en 1381. Rinaldo gouverna jusqu'au rappel des Médicis en 1434. La famille fut alors exilée par ordre de Cosme de Médicis.
Parmi ses membres, on peut citer :
- Antonio Albizzi, gonfalonier de justice en 1339, plusieurs fois ambassadeur
- Pietro degli Albizzi, chef de cette famille, eut, la principale part à l'administration de 1372 à 1378, et périt victime de la faction opposée, au moment où il se croyait sûr de la renverser.
- Telice Albizzi, comte de Florence, nommé en 1376 par le roi Charles IV.
- Tommaso degli Albizzi (1343 - 1417), son neveu, ramena sa famille au pouvoir et vengea la mort de son oncle. Il gouverna avec gloire de 1382 à 1417.
- Rinaldo degli Albizzi, fils aîné de Tommaso, parvenu au gouvernement en 1429, entraîna Florence dans de folles entreprises et fut exilé en 1434, au retour des Médicis. Avec lui finit la prédominance de cette famille.
- Luca degli Albizzi (1382–1458), fils cadet de Tommaso, tint un journal, qui est une source précieuse sur l'histoire de Florence au XVe siècle.
- Maria d'Ormanno degli Albizzi (1428-1471), petite-fille de Rinaldo, moniale copiste et enlumineuse à Florence.
- Giovanna degli Albizzi (ou Giovanna Tornabuoni après son mariage), (1468-1488), représentée dans de nombreuses œuvres de Domenico Ghirlandaio et Sandro Botticelli.
- Franceschino degli Albizzi (it) ( ? -1348), poète du XIVe siècle
- Matteo degli Albizzi (it), poète du XIVe siècle

Une branche collatérale de la famille Albizzi est à l'origine de la famille Alessandri avec la séparation des frères Alessandro et Bartolomeo degli Alessandri qui ont pris leurs distances quant à leurs parents dont l'obtention du titre magnati (magnat : relégation en dehors des limites de la ville avec interdiction d’y exercer une profession) limitait l'activité économique et politique.
On trouve des degli Albizzi en Russie, qui sont autorisés à y porter leur titre de marquis (di Castelnuovo Val Cecina, conféré en 1639 par Ferdinand II de Médicis), sous l'appellation "marquis degli Albizzi", dès le milieu du XIXe siècle. Par décision impériale, au début du XXe siècle, ils seront autorisés à relever le patronyme noble Akinfov et vont s'appeler, dès lors, "degli Albizzi-Akinfov" dont :
- Niccolo degli Albizzi-Akinfov (en russe : Николай Федорович Альбицци-Акинфов) né à Funchal v.1891, décédé à Brescia 1975.

Au début du XVIe siècle, Zanobi degli Albizzi s'installe à Cassis dans le sud de la France et son fils Antonio développe le domaine le Clos d'Albizzi en appliquant des techniques viticoles italiennes. Le domaine a été transmis d'une génération d'Albizzi à l'autre, et existe toujours aujourd'hui, géré par le descendant des Albizzi, François Dumon.
Le 9 juillet 2024 naît Ana d'Albizzi dans le Sud de la France, descendante directe (8 générations) de Magdeleine d'Albizzi (1746-1772), elle-même descendante directe (7 générations) de Zanobi degli Albizzi (1493-1531) à l'origine de la branche française à la suite de son exil de Florence par les Médicis.

## Pour approfondir